# Plectophomella visci
Plectophomella visci är en svampart som först beskrevs av Pier Andrea Saccardo, och fick sitt nu gällande namn av Moesz 1922. Plectophomella visci ingår i släktet Plectophomella, divisionen sporsäcksvampar och riket svampar.   Inga underarter finns listade i Catalogue of Life.